# マイケル・クリストファー・コージ・フォックス
マイケル・クリストファー・コージ・フォックス（Michael Christopher Koji Fox）は、スクウェア・エニックス所属のローカライズ担当スタッフ。開発統括部シニアトランスレーター。

## 概要
スクウェア・エニックス社員で、『FFXI』を始めとする海外向けゲームソフトのローカライズスタッフ。日本語ベースで作られる『FFXI』などのセリフやメッセージ、アイテム名などの英語翻訳を担当。
アメリカ合衆国オレゴン州出身。幼少期にフジテレビのドラマ『オレゴンから愛』が地元で放送されていたことで日本に興味を持ち、またテレビゲーム好きであったことから日本語を学び始める。来日後に北海道教育大学函館校を卒業、中学校教師の仕事を経て2003年、スクウェア（現スクウェア・エニックス）に入社。
公式サイトの『FFXI スタッフ紹介』では、「謎の巨大外国人」として紹介されている。
フォックス加入以前の『FFXI』はユーモアに欠けるものだったが、彼が手を加えた英語版『FFXI』や英語公式コンテンツはパロディーの要素を取り入れていたため、本来のターゲットである英語圏の人間よりも英語を母国語としていない日本人の間で話題を呼ぶ。
その独特な「マイケルテイスト」が同業者に浸透したため、彼の文体は他社のゲームや映画、音楽でも多く引用されている。フォックスのパロディーは英語を母語としていない人間には意図が読み取れないものもあるが、日本の消費者には好意的に受け止められている。日本語版の内容とはかけ離れた彼のオリジナルコンテンツが、『英語版 FFXI』への消費者の興味をひきつける要因ともなっている。
フォックスは元々『FFXI』スタッフであるが、上記の経緯で有名になったため、『FFXI』だけでなく、他の作品でも彼の活躍を確認することができる。
最近の活動として、『プロマシアの呪縛サウンドトラック』の曲タイトルの命名、『プロマシアの呪縛　エンディングテーマ』の英語詞の作詞、「FFXI サマーカーニバル2005」でのドラム演奏など。

## フォックスが関連した仕事
- FINAL FANTASY XI - 英語版のローカライズ、各種攻略本の校閲
- プロマシアの呪縛 - 曲タイトルの命名、エンディング曲の英語詞制作（サンプル）
- 『FFXI』バンド 『THE STAR ONIONS』  - 楽曲「Blessed in Her Glorious Light」の作詞
- ファミ通 ヴァナ・ディール通信 - バストゥーク共和国特集号インタビュー
- FFXI サマーカーニバル2005 - ドラムを担当
- ファミ通DVD MOOK - ヴァナ・ディール通信 サマーカーニバル2005特集号
- FINALFANTASY XI Fan Festival 2006 - 「パネラー・スターオニオンズ」のドラム
- アトルガンの秘宝 - 曲タイトル命名
- FFXI公式 クリエーターズボイス第3回 『マイケルさん、でかすぎ･･･』
- FFXI公式 クリエーターズボイス第7回 『アメリカ横断珍道中（前）』
- FFXI公式 クリエーターズボイス第8回 『アメリカ横断珍道中（後）』
- FFXI英語版公式 『A Little Goblin's Adventure』
- 植松ラヂヲ 第50回 E3編 （公開終了）
- 社員ロックバンド『The Black Mages』ブログ （公開終了）
- スターオニオンズのメンバー紹介 （動画は公開終了）
- ファミ通 サマーカーニバル2005公式ページ『Chamimiが行く』
- 谷岡久美のコンテンツ「Small Talk」
- コードエイジ・コマンダーズ

## ディスコグラフィー

### アルバム
- THE STAR ONIONS

### 参加アルバム
- ファイナルファンタジーXI プロマシアの呪縛 オリジナル・サウンドトラック
  - ボーナストラックに「Gustaberg」が収録されている

## ライブ・公演
- 「パネラー・スターオニオンズ」
  - FFXIチャンピオンシップ バリスタ・ロワイヤル サマーカーニバル2005(2005.8)